# Канадские федеральные выборы (1957)
Канадские федеральные выборы 1957 года состоялись в Канаде 10 июня 1957 года. В результате было выбрано 265 членов 23-го парламента страны. Выиграла выборы прогрессивно-консервативная партия во главе с Джоном Дифенбейкером, получив большинство в парламенте. Официальной оппозицией стала либеральная партия.
Явка составила 74,1 %.

## Предвыборная кампания
За годы правления либеральной партии правительство построило систему велферов. Вместе с тем во время пятого срока усилились оппозиционные настроения, которые, в частности, были связаны с такими проектами, как строительство трансканадского трубопровода. Несмотря на большую популярность премьер-министра Луи Сен-Лорана, остальные члены кабинета подвергались сильной критике. Во время предвыборной кампании Сен-Лоран несколько раз появился на телевидении, но чувствовал себя некомфортно в такой обстановке, читал речи по бумажке и отказывался наложить грим.
В 1956 году неожиданно ушёл из политики Джордж Александр Дрю, глава прогрессивно-консервативной партии. Его место занял Джон Дифенбейкер. Предвыборная кампанию партии была сконцентрирована на её новом лидере, который привлекал много людей и хорошо выглядел на телевидении.
В 1957 года Canadian Broadcasting Corporation предоставила четырём основным партиям время в эфире для предвыборных политических заявлений.

## Результаты
В результате выборов в парламент страны прошли Либеральная партия Канады, Прогрессивно-консервативная партия Канады, Федерация объединённого содружества и партия социального кредита Канады.
Прогрессивно-консервативная партия прервала 22-летнее правление либералов, начавшееся в 1935 году и продолжавшееся пять федеральных выборов. Вместе с тем они смогли сформировать только правительство меньшинства. Прогрессивно-консервативная партия оставила попытки получить голоса в либеральном Квебеке и сконцентрировалась на других провинциях, что привело её к успеху. Потеряв несколько голосов в Квебеке, они всё равно добились успехов на выборах, получив 112 мест в палате общин против 105 мест у либеральной партии.